# Сигарета
Сигаре́та (фр. cigarette — небольшая сигара) — курительное табачное изделие в виде бумажной трубки, внутри которой находится специальный сигаретный табак. Могут быть с фильтром или без него.

## История
Первые подобия сигарет придумали американские индейцы. Именно они стали заворачивать табак в солому, тростник, кукурузные листья. В 1492 году Колумб на одном из островов в бассейне Карибского моря (это был, возможно, остров Тобаго, от названия которого, как считают некоторые историки, и произошло слово «табак») встретил старого курящего индейца (отсюда и пошёл традиционный символ табачной лавки — курящий трубку индеец).
В Европе распространение сигарет началось после Крымской войны 1853—1856 годов — русские и турецкие солдаты, чтобы покурить на привале, стали заворачивать табак в бумажные гильзы от пороха либо обрывки газет. Эта привычка была перенята английскими и французскими войсками в Крыму у турецких сослуживцев, далее в Англии было налажено их массовое производство. Первая сигаретная фабрика в Европе была построена в Лондоне.
Своим быстрым распространением сигареты обязаны изобретению в США в конце 1880-х годов машинки для их изготовления. Для производства сигарет использовался табак новых «светлых» сортов (например, «Белый Берли»). Сигареты быстро приобрели популярность у курильщиков, поскольку, для того, чтобы выкурить сигару или трубку, требовалось время и соответствующая обстановка, а это не всегда было. Первые сигареты не были снабжены фильтром и больше напоминали папиросы.
Первые сигареты с асбестовым фильтром были выпущены в США. Это были сигареты известной марки «Kent». Далее, благодаря конкуренции, были разработаны и современные виды фильтров. Позже появились сигареты с фильтром, в который был добавлен ментол.
В 1847 году была основана знаменитая компания Philip Morris, продающая турецкие сигареты ручной скрутки, а в 1902 году она открыла своё представительство в Нью-Йорке и начала активно заниматься маркетингом и выпустила сигареты Marlboro. Сигареты становятся популярными и в 1913 году компания R. J. Reynolds выпускает сигареты Camel.
В 1920-е годы стали курить не только мужчины, но и женщины. В 1939 году American Tobacco Company выпускает новую марку Pall Mall (благодаря чему становится самой крупной табачной компанией в США); Reynolds вводит марку сигарет с фильтром Winston.
Во время Второй мировой войны 1939—1945 годов продажи сигарет держатся на высоком уровне. Табачные компании посылают солдатам бесплатно миллионы сигарет (сигареты включены в солдатский рацион, как пища), и после войны приобретают огромное количество постоянных покупателей. «Золотым веком» табачной промышленности считается конец 1940-х — начало 1950-х годов, когда знаменитые актёры кино делают курение сигарет и сигар неотъемлемой частью своего роскошного и таинственного имиджа.

## Описание
Сигарета представляет собой бумажный цилиндр, внутри которого находится измельчённый и спрессованный табак для курения. Большинство сигарет фабричного производства имеют размер 84 мм в длину и 0,3 дюйма (7,62 мм) в диаметре (стандарт King Size), а также специальный фильтр, частично снижающий концентрацию ядовитых веществ во вдыхаемом дыме. Сигареты фабричного производства также могут быть размером 100 мм, 110 мм (стандарт Queen Size) и 120 мм в длину и 7 — 8 мм в диаметре, а также 89 мм в длину и 9 мм в диаметре (стандарт Magnum).
Сигаретная бумага, в отличие от папиросной, имеет добавки, снижающие образование побочного дыма от бумаги и регуляторы горения (тления). К первой группе относятся мел (карбонат кальция), окись и гидроокись магния. Ко второй — ацетат натрия, трикалий цитрат, ортофосфат натрия, тартрат калия. Карбонат кальция также обладает отбеливающим бумагу эффектом, а также увеличивает воздухопроницаемость бумаги. В зависимости от вида плотность сигаретной бумаги составляет 21-35 грамм на м², толщина 32-51 мкм, состоит из волокон беленой сульфатной целлюлозы древесины хвойных пород (70-85 %) и льна (15-20 %) или смеси льняных и конопляных волокон (20-30 %).
Для ускорения сгорания табака в сигареты часто добавляют специальные вещества. Без добавок табак горит достаточно плохо, особенно в отсутствие принудительной тяги (затяжек курящего).
Сигаретная пачка — плотная бумажная упаковка, обычно содержащая 20 сигарет. Есть специальные пачки сигарет, содержащие 10 — 25 и другое их количество, но это скорее исключение, нежели правило.
- Виды упаковки
- Мягкая пачка сигарет
- Твёрдая пачка
- Жестяная упаковка
- Сигареты в портсигаре

## «Крепость» сигарет
Всемирная организация здравоохранения заявляет, что категории «лёгкие» и «с низким содержанием смол» являются маркетинговым ходом. Люди часто верят, что «лёгкие» означают «более безопасные». На самом деле курильщики вдыхают глубже и чаще для получения нужной дозы никотина.
В более чем в 70 странах мира, а также согласно Рамочной конвенции ВОЗ запрещено использовать надписи «крепость», так как они вводят в заблуждение потребителей относительно вредности курения сигарет.

## Влияние на здоровье
Всемирная организация здравоохранения (ВОЗ) констатирует, что курение табака убивает до половины людей, которые его употребляют.
Постоянное курение сигарет, как и другие способы курения табака, вызывает сильную зависимость и оказывает устойчивое негативное воздействие на здоровье курящего.
Курение табака занимает первое место в мире среди предотвратимых причин смертности, однако от 3,5 до 5,4 миллионов человек ежегодно умирают в результате проблем со здоровьем, вызванных курением. По подсчётам экспертов, в мире умерло ~ 167, 82 млн человек за всё время табакокурения. В развитых странах (например, в США) продолжительность жизни курильщиков в среднем на 13 лет короче по сравнению с некурящими.
Курение приводит к выраженным изменениям внутренних органов; чаще всего поражаются органы дыхания, сердечно-сосудистая система, желудочно-кишечный тракт.
Курильщики болеют раком лёгких в несколько раз чаще, чем некурящие. По современным данным, более 90 % случаев рака лёгких связаны с курением в анамнезе. Основными этиологическими факторами рака лёгких у курильщиков считаются радон, полоний, бензпирен и нитрозамины, содержащиеся в табачной смоле.
Риск смерти от рака лёгких до 85 лет составляет 22,1 % для курящих мужчин и 11,9 % для курящих женщин при отсутствии конкурирующих причин смерти. Соответствующие оценки для некурящих на протяжении всей жизни составляют 1,1 % вероятности смерти от рака лёгких до 85 лет для мужчины европейского происхождения и 0,8 % для женщины.
Курение также увеличивает вероятность и других видов злокачественных опухолей. В их число входят злокачественные опухоли полости рта, пищевода, гортани, поджелудочной железы, желудка, толстой кишки, почек, мочевого пузыря, печени, простаты.
Кроме того, курение вызывает эмфизему лёгких — хроническое заболевание, связанное с необратимой дегенерацией лёгочной ткани. Курение является фактором риска сердечно-сосудистых заболеваний, таких как атеросклероз и инфаркт миокарда. Курение способствует развитию инфекционных заболеваний органов дыхания. Курение является фактором риска для осложнений при беременности.

## Государственное регулирование
В ряде стран сигареты облагаются государством акцизными сборами, регулируется максимальная или минимальная стоимость розничной продажи. Доля табака в себестоимости готовой продукции составляет 80-85%, остальную часть занимают производственные расходы, акциз и НДС.
- Акцизная марка на сигареты, Китай, 1925 г.
- Акцизная марка ФРГ на пачке сигарет, 1980 г.
- Акцизная марка на сигареты и другие табачные изделия в России, 1999 г.
- Акцизная марка на сигареты и другие табачные изделия в России, 2002 г.
- Акцизная марка на сигареты и другие табачные изделия в России, 2014 г.
- Над датой изготовления на дне пачки указана максимально допустимая розничная стоимость

С 15 мая 2016 года в Евразийском экономическом союзе установлены единые требования к сигаретам в техническом регламенте ТР ТС 035/2014	«Технический регламент на табачную продукцию». В соответствии с ними предупреждение о вреде потребления табачных изделий наносится на потребительскую упаковку табачной продукции. В соответствии с действующим законом Российской Федерации — России на каждую пачку наносится предупреждающая о вреде курения надпись и наклеивается специальная акцизная марка. Федеральное законодательство России запрещает продажу табачных изделий несовершеннолетним.

## Ущерб природе
Большинство мусора, который выбрасывается в мире, составляют окурки, которые также являются основным источником загрязнения побережий. Согласно проведённому исследованию в Вашингтоне, 74,1 % курильщиков хотя бы раз выбрасывали окурок на землю или из окна автомобиля. Фильтры для сигарет часто производятся из ацетата целлюлозы — вида пластика, который разлагается примерно за 20 лет, но при этом не исчезает полностью и становится микропластиком. Хоть он и перестаёт быть видимым, он продолжает существовать в воде, смешиваться с песком и попадать в еду через пищевую цепочку. Производство одной тонны ацетата целлюлозы приводит к образованию 1,4 тонны парниковых газов в CO2 эквиваленте. В России ежегодно образуется около 44 тысяч тонн мусора в виде сигаретных фильтров. Следовательно, производство этих фильтров приводит к ежегодным выбросам свыше 61 миллиона тонн парниковых газов, что эквивалентно годовому углеродному следу от 15 400 человек (средний углеродный след человека равен четырём тысячам тонн углекислого газа в год).
В 2022 году в России удалось сохранить около 320 тысяч деревьев благодаря снижению продаж сигарет. Согласно пресс-службе Рослесинфорга, это достигнуто за счёт сокращения производства сигарет на 1,7%.